# 키토파가목
키토파가목(Cytophagales)은 19개 과로 이루어진 세균 목의 하나이다. 의간균문에 속하는 키토파가강(Cytophagia)의 유일한 세균 목이다.

## 특징
그람 음성균이다. 세포 크기는 0.3-0.5 x 2-10 µm이다. 대부분 활주 운동을 한다.

## 하위 분류
| - Bernardetiaceae - Catalimonadaceae - Cesiribacteraceae - Cyclobacteriaceae - 키토파가과 (Cytophagaceae) - Flammeovirgaceae - Flexibacteraceae - Fulvivirgaceae - Hymenobacteraceae - Marivirgaceae | - Microscillaceae - Mooreiaceae - Persicobacteraceae - Raineyaceae - Reichenbachiellaceae - Roseivirgaceae - Spirosomaceae - Thermoflexibacteraceae - Thermonemataceae |